# Galang
La Isla de Galang (en indonesio: Pulau Galang) es una isla de 80 kilómetros cuadrados situada a 25 m (40 km) al sureste de Batam, que pertenece a un grupo de tres islas llamadas Barelang (abreviatura de Batam-Rempang-Galang). Es una parte del archipiélago de Riau, en Indonesia, y está situada justo al sur de Batam y Rempang que están en sí mismas, al sur de Singapur y Johor. La ciudad más cercana a Galang es Tanjung Pinang en Bintan, a cerca de 30 minutos en un paseo en barco. La isla está conectada por el puente Barelang a Rempang y Batam.